# マット・ケイン
- マット・ケーン

マシュー・トマス・ケイン（Matthew Thomas Cain, 1984年10月1日 - ）は、アメリカ合衆国アラバマ州ドーサン出身の元プロ野球選手（投手）。プロ生活をMLB・サンフランシスコ・ジャイアンツ一筋で通した。ニックネームは「The Horse」。

## 経歴
2002年のMLBドラフト1巡目（全体25位）でサンフランシスコ・ジャイアンツから指名され、8月29日に契約。ルーキー級アリゾナリーグ・ジャイアンツで8試合（先発7試合）に登板し、0勝1敗、防御率3.72だった。
2003年はA級ヘイガーズタウン・サンズで14試合に先発登板し、4勝4敗、防御率2.55だった。
2004年はA+級サンノゼ・ジャイアンツとAA級ノーウィッチ・ナビゲーターズでプレー。合計で13勝5敗、防御率2.67、161奪三振を記録し、球団のマイナーリーグ最優秀選手に選出される。シーズン終了後ベースボール・アメリカ誌のプロスペクトランキングにおいてチーム内で1位の評価を受けた。
2005年はAAA級フレズノ・グリズリーズでプレーし、パシフィックコーストリーグでリーグ最多の176奪三振を記録。8月26日にジャイアンツとメジャー契約を結び、8月29日のコロラド・ロッキーズ戦で20歳10カ月の若さでメジャーデビュー。9月9日のシカゴ・カブス戦で2安打、1失点で完投勝利を挙げ、球団の最年少記録を更新。2勝1敗、防御率2.33、先発した7試合の内6試合で2失点以下と好投した。
2006年3月2日にジャイアンツと1年契約に合意。開幕から先発ローテーション入りし、最初の7試合で1勝5敗、防御率7.04と打ち込まれるが、5月21日のオークランド・アスレチックス戦で1安打に抑えてメジャー初完封勝利を挙げた。6月19日のロサンゼルス・エンゼルス・オブ・アナハイム戦では初回に1点を失うものの8回二死まで無安打に抑えるなど高い素質の片鱗を見せた。最終的にチームトップの13勝（12敗）、防御率4.15、179奪三振、リーグ3位の被打率.222を記録するが、制球に難があり好不調の波が大きかった。ルーキー・オブ・ザ・イヤーの投票では5位に入った。
2007年3月1日にジャイアンツと総額900万ドルの4年契約（2011年・625万ドルの球団オプション付き）を結んだ。4月9日のサンディエゴ・パドレス戦で6回まで無安打に抑え、7回を1安打、1失点ながら敗戦投手となるなど打線の援護に恵まれず、7月末まで3勝12敗。8月に4勝を記録するものの、9月15日のパドレス戦で6回を1安打、1失点ながら再び敗戦投手。ランサポート（登板時の平均援護点）が3.20とリーグワーストで、自身初の200イニング、防御率3.65ながらリーグワースト2位の16敗（7勝）を喫した。
2008年はリーグ最多の34試合に先発登板し防御率3.76、186奪三振を記録するが、ランサポートが前年より更に低下して2年連続リーグワーストの3.12で8勝14敗に終わる。打線の援護に恵まれないことに対し「僕が投げる時だけわざと打たないわけではない」と発言している。
2009年は開幕から好調で5月7日から7連勝を記録するなど前半戦で10勝を記録し、オールスターゲームに初選出される。7月までに12勝を記録するが、以降は2勝6敗、防御率4.29と調子を落とす。それでも14勝8敗、防御率2.89、リーグ最多の4完投を記録した。ランサポートは4.25で前年より1点以上上昇した。
2010年3月28日にジャイアンツと総額2625万ドルの3年契約を結んだ。5月28日のアリゾナ・ダイヤモンドバックス戦で、マーク・レイノルズに打たれた二塁打と死球のみで1安打、無四球完封勝利。13勝11敗、防御率3.14を記録し、チームの10年ぶりの地区優勝に貢献。自身初のポストシーズンとなったアトランタ・ブレーブスとのディヴィジョンシリーズでは第2戦に先発登板し、7回途中1失点（自責点0）の好投も勝敗付かず。フィラデルフィア・フィリーズとのリーグチャンピオンシップシリーズの第3戦に先発登板して7回無失点で勝利投手となり、チームは8年ぶりのリーグ優勝。テキサス・レンジャーズとのワールドシリーズでは第2戦に先発登板し、8回途中無失点の好投で勝利投手となり、チームは4勝1敗で1954年以来56年ぶり、サンフランシスコ移転後初となるワールドチャンピオンとなった。ポストシーズンでは計21.1イニングで自責点0だった。サイ・ヤング賞の投票では12位に入る。
2011年は被本塁打わずか9本で、同年投手三冠のクレイトン・カーショウを上回るリーグ最多の26試合でクオリティ・スタートを記録しながら、再び援護に恵まれないことが多く12勝に留まる。サイ・ヤング賞の投票では8位。
2012年4月2日にジャイアンツと総額1億1250万ドル+出来高の5年契約（2018年・2100万ドルの相互オプション付き）を結んだ。4月13日のピッツバーグ・パイレーツ戦で1安打、無四球、11奪三振の「準完全試合」を記録。唯一の安打は6回二死から投手のジェイムズ・マクドナルドに打たれたものだった。6月13日のヒューストン・アストロズ戦では自己最多の14奪三振の力投で、史上22人目の完全試合を達成。5月12日から8連勝を記録し、オールスターゲームでは先発投手を務めた。いずれも自己最高の16勝（5敗）、防御率2.79、193奪三振、WHIP1.04を記録し、チームは2年ぶりの地区優勝。シンシナティ・レッズとのディヴィジョンシリーズでは第1戦に先発登板するが、5回3失点で敗戦投手。最終第5戦では6回途中3失点で勝利投手となり、2連敗から3連勝でシリーズを突破。セントルイス・カージナルスとのリーグチャンピオンシップシリーズでは第3戦に先発登板し、7回途中3失点で敗戦投手。その後1勝3敗と追い込まれるがタイに戻し、最終第7戦では6回途中無失点の好投で勝利投手となり、チームは2年ぶりのリーグ優勝を果たす。デトロイト・タイガースとのワールドシリーズでは3連勝で王手をかけて迎えた第4戦に先発登板し、7回3失点で勝敗は付かなかったがチームは勝利し、2年ぶりのワールドチャンピオンとなった。サイ・ヤング賞の投票では6位。
2013年は自身初の開幕投手を務め、6回無失点の好投も勝敗は付かなかった。8月23日に右肘の故障で15日間の故障者リスト入りし、9月7日に復帰した。この年は30試合に先発登板したが、5年ぶりに2桁勝利を逃し、8勝10敗、防御率4.00だった。
2014年は開幕ロースター入りし、開幕後は5試合に先発登板したが、0勝3敗、防御率4.35と結果を残せず、4月29日にはサンドイッチを作る際に右手の指を切り、5月4日に15日間の故障者リスト入りした。5月10日に故障者リストから外れた。復帰後3度目の登板となった5月21日のコロラド・ロッキーズ戦で、3回を無安打無失点に抑えたが、右ハムストリングを痛め途中降板。5月30日に15日間の故障者リスト入りした。6月6日に復帰し、7試合に登板したが、7月21日に右肘の故障で15日間の故障者リスト入りした。8月12日に骨小片と骨棘の除去手術を行い、9月1日に60日間の故障者リストへ異動し、そのままシーズンを終えた。この年は15試合に先発登板し、2勝7敗、防御率4.18だった。
2015年はスプリング・トレーニングで4試合に登板していたが、4月4日に右肘屈筋腱を損傷したため、4月7日に15日間の故障者リスト入りした。6月9日にAA級リッチモンド・フライングスクウォーレルズでリハビリを開始し、6月15日にAAA級サクラメント・リバーキャッツへ昇格。AAA級で3試合に登板後、7月2日に故障者リストから外れた。復帰後は10試合に登板したが、2勝4敗、防御率6.15と結果を残せず、8月28日に右肘の故障で15日間の故障者リスト入りした。9月11日に復帰。2試合にリリーフとして登板後、シーズン最終戦で先発起用され、5回を2安打無失点に抑えた。この年は13試合（先発11試合）に登板し、2勝4敗、防御率5.79だった。
2016年は開幕ローテーション入りし、通算100勝を達成したものの、それよりも先に通算100敗を記録した。この年は21試合（先発17試合）に登板し、4勝8敗、防御率5.64と前年とほぼ変わらない成績だった。
2017年9月27日にシーズン終了後に現役引退することを表明し、9月30日のサンディエゴ・パドレス戦で先発登板、5回を無失点で抑えたが、チームは敗れ勝利投手にはなれなかった。10月1日付けで引退が公示された。

## 選手としての特徴
かつてはMLBでも稀少な「速球だけで三振を取れる投手」で、最高球速は約157.7km/hを計測した。一方、平均球速は147km/h程度と随時速いわけではない。フォーシームとツーシームの速球2種で投球全体の約50%を占めており、それ以外はカーブ、スライダー、チェンジアップの3球種をバランス良く投げている本格派の速球投手。2014年以降はややスライダーが多い傾向になっている。

## 詳細情報

### 年度別投手成績
| 年 度     | 球 団     | 登 板 | 先 発 | 完 投 | 完 封 | 無 四 球 | 勝 利 | 敗 戦 | セ 丨 ブ | ホ 丨 ル ド | 勝 率 | 打 者 | 投 球 回 | 被 安 打 | 被 本 塁 打 | 与 四 球 | 敬 遠 | 与 死 球 | 奪 三 振 | 暴 投 | ボ 丨 ク | 失 点 | 自 責 点 | 防 御 率 | W H I P |
| --------- | --------- | ----- | ----- | ----- | ----- | -------- | ----- | ----- | -------- | ----------- | ----- | ----- | -------- | -------- | ----------- | -------- | ----- | -------- | -------- | ----- | -------- | ----- | -------- | -------- | ------- |
| 2005      | SF        | 7     | 7     | 1     | 0     | 0        | 2     | 1     | 0        | 0           | .667  | 181   | 46.1     | 24       | 4           | 19       | 1     | 0        | 30       | 1     | 0        | 12    | 12       | 2.33     | 0.93    |
| 2006      | SF        | 32    | 31    | 1     | 1     | 0        | 13    | 12    | 0        | 0           | .520  | 818   | 190.2    | 157      | 18          | 87       | 1     | 6        | 179      | 9     | 2        | 93    | 88       | 4.15     | 1.28    |
| 2007      | SF        | 32    | 32    | 1     | 0     | 0        | 7     | 16    | 0        | 0           | .304  | 832   | 200.0    | 173      | 14          | 79       | 3     | 5        | 163      | 12    | 0        | 84    | 81       | 3.65     | 1.26    |
| 2008      | SF        | 34    | 34    | 1     | 1     | 1        | 8     | 14    | 0        | 0           | .364  | 933   | 217.2    | 206      | 19          | 91       | 9     | 7        | 186      | 7     | 2        | 95    | 91       | 3.76     | 1.36    |
| 2009      | SF        | 33    | 33    | 4     | 0     | 3        | 14    | 8     | 0        | 0           | .636  | 886   | 217.2    | 184      | 22          | 73       | 6     | 3        | 171      | 9     | 0        | 73    | 70       | 2.89     | 1.18    |
| 2010      | SF        | 33    | 33    | 4     | 2     | 0        | 13    | 11    | 0        | 0           | .542  | 896   | 223.1    | 181      | 22          | 61       | 4     | 4        | 177      | 8     | 0        | 84    | 78       | 3.14     | 1.08    |
| 2011      | SF        | 33    | 33    | 1     | 0     | 0        | 12    | 11    | 0        | 0           | .522  | 907   | 221.2    | 177      | 9           | 63       | 5     | 9        | 179      | 4     | 0        | 82    | 71       | 2.88     | 1.08    |
| 2012      | SF        | 32    | 32    | 2     | 2     | 2        | 16    | 5     | 0        | 0           | .762  | 876   | 219.1    | 177      | 21          | 51       | 1     | 9        | 193      | 8     | 0        | 73    | 68       | 2.79     | 1.04    |
| 2013      | SF        | 30    | 30    | 0     | 0     | 0        | 8     | 10    | 0        | 0           | .444  | 760   | 184.1    | 158      | 23          | 55       | 3     | 5        | 158      | 1     | 0        | 85    | 82       | 4.00     | 1.16    |
| 2014      | SF        | 15    | 15    | 0     | 0     | 0        | 2     | 7     | 0        | 0           | .222  | 374   | 90.1     | 81       | 13          | 32       | 2     | 2        | 70       | 2     | 0        | 47    | 42       | 4.18     | 1.25    |
| 2015      | SF        | 13    | 11    | 0     | 0     | 0        | 2     | 4     | 0        | 0           | .333  | 271   | 60.2     | 71       | 12          | 20       | 0     | 4        | 41       | 1     | 0        | 39    | 39       | 5.79     | 1.50    |
| 2016      | SF        | 21    | 17    | 0     | 0     | 0        | 4     | 8     | 0        | 0           | .333  | 397   | 89.1     | 103      | 16          | 32       | 1     | 6        | 72       | 5     | 0        | 58    | 56       | 5.64     | 1.51    |
| 2017      | SF        | 27    | 23    | 0     | 0     | 0        | 3     | 11    | 0        | 1           | .214  | 568   | 124.1    | 157      | 18          | 49       | 6     | 2        | 75       | 3     | 0        | 85    | 75       | 5.43     | 1.66    |
| MLB：13年 | MLB：13年 | 342   | 331   | 15    | 6     | 6        | 104   | 118   | 0        | 1           | .486  | 8699  | 2085.2   | 1849     | 211         | 712      | 42    | 62       | 1694     | 70    | 4        | 910   | 853      | 3.68     | 1.23    |

- 各年度の太字はリーグ最高

### 年度別守備成績
| 年 度 | 球 団 | 投手（P） | 投手（P） | 投手（P） | 投手（P） | 投手（P） | 投手（P） |
| 年 度 | 球 団 | 試 合     | 刺 殺     | 補 殺     | 失 策     | 併 殺     | 守 備 率  |
| ----- | ----- | --------- | --------- | --------- | --------- | --------- | --------- |
| 2005  | SF    | 7         | 1         | 2         | 1         | 0         | .750      |
| 2006  | SF    | 32        | 17        | 15        | 3         | 0         | .914      |
| 2007  | SF    | 32        | 6         | 25        | 0         | 2         | 1.000     |
| 2008  | SF    | 34        | 14        | 24        | 0         | 3         | 1.000     |
| 2009  | SF    | 33        | 17        | 22        | 0         | 1         | 1.000     |
| 2010  | SF    | 33        | 9         | 24        | 2         | 0         | .943      |
| 2011  | SF    | 33        | 14        | 23        | 3         | 0         | .925      |
| 2012  | SF    | 32        | 10        | 24        | 2         | 1         | .944      |
| 2013  | SF    | 30        | 12        | 25        | 1         | 2         | .974      |
| 2014  | SF    | 15        | 12        | 12        | 2         | 1         | .923      |
| 2015  | SF    | 13        | 2         | 4         | 0         | 0         | 1.000     |
| 2016  | SF    | 21        | 5         | 11        | 2         | 3         | .889      |
| 2017  | SF    | 27        | 12        | 18        | 1         | 3         | .968      |
| MLB   | MLB   | 342       | 131       | 229       | 17        | 16        | .955      |

### 記録
- MLBオールスターゲーム選出：3回（2009年、2011年、2012年）
- 完全試合：1回（2012年6月13日、対ヒューストン・アストロズ戦）

### 背番号
- 43（2005年）
- 18（2006年 - 2017年）